# Gabriela Sperl

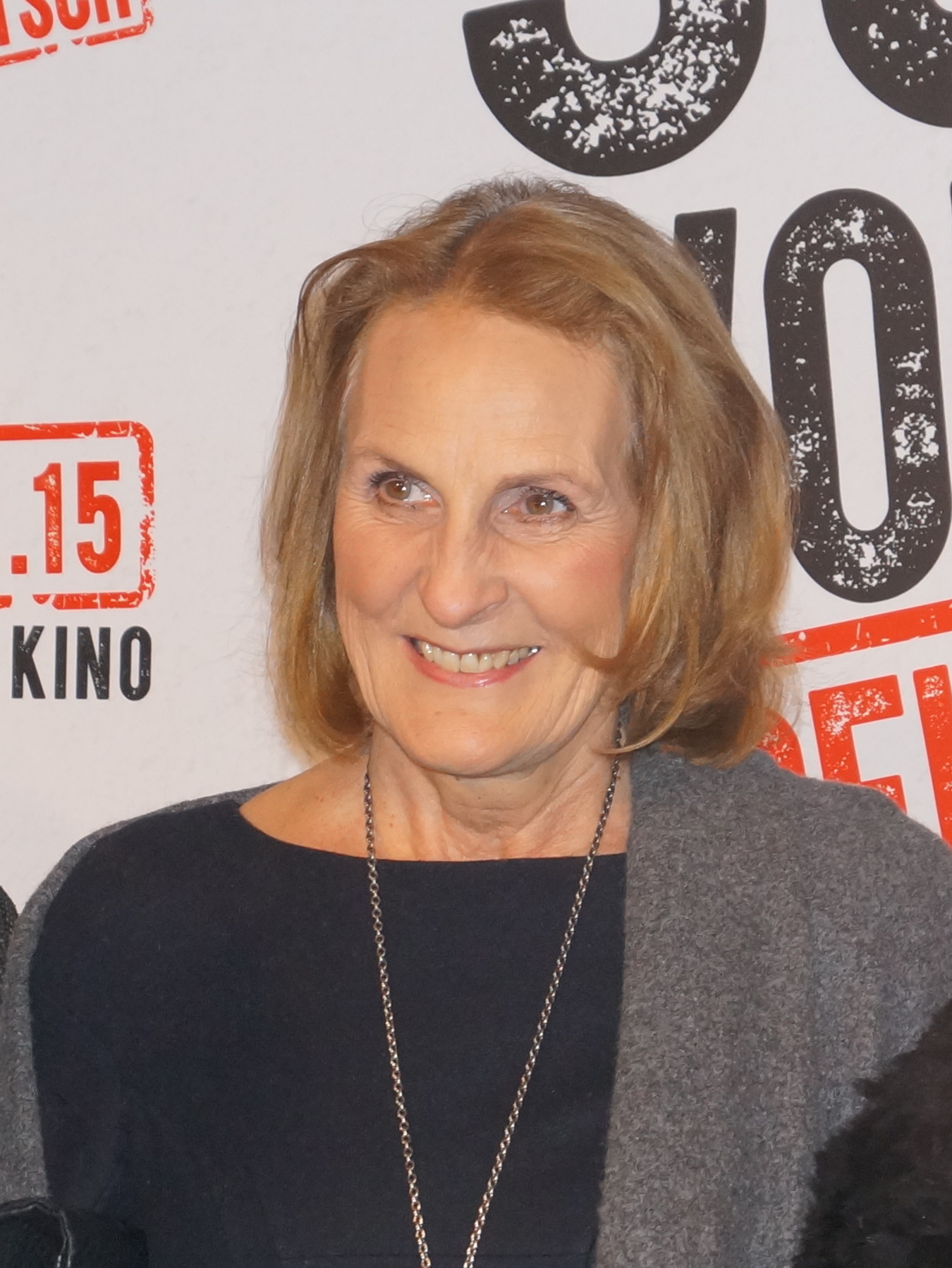
Gabriela Sperl, bei der Premiere „300 Worte Deutsch“ (2015)

Gabriela Sperl (* 1952 in Bad Godesberg) ist eine deutsche Film- und Fernsehproduzentin, Dramaturgin und Drehbuchautorin.

## Leben
Gabriela Sperl studierte Neuere Geschichte in München, wo sie 1985 auch promovierte. Seit 1982 arbeitete sie als freie Dramaturgin und als freie Redakteurin beim Bayerischen Fernsehen. Sie war 1998 bis 2002 Programmbereichsleiterin für Musik und Fernsehspiel im BR. In dieser Zeit entstanden zahlreiche erfolgreiche Kino- und Fernsehproduktionen; zu den von ihr betreuten Produktionen gehören die preisgekrönten Fernsehfilme Ende der Saison und Leben wäre schön, aber auch Kinofilme wie Mein letzter Film von Oliver Hirschbiegel, das Beziehungsdrama Der alte Affe Angst von Oskar Roehler und der moderne Heimatfilm Hierankl von Hans Steinbichler.
2003 machte sie sich mit ihrer eigenen Produktions- und Projektentwicklungsfirma sperl film GmbH selbständig. Sie wurde 2004 für Zuckerbrot, Leben wäre schön und Familienkreise mit dem Grimme-Preis ausgezeichnet. Zusammen mit teamWorx produzierte sie Stauffenberg von Regisseur Jo Baier sowie die für den Grimme-Preis nominierten Filme Helen, Fred und Ted von Sherry Hormann und Nicht alle waren Mörder ebenfalls von Jo Baier.
Sie schrieb das Drehbuch für und produzierte gemeinsam mit teamWorx den historischen Zweiteiler Die Flucht, der 2007 in der ARD mit großem Erfolg – über 11 Millionen Zuschauer – ausgestrahlt wurde. 2006 gründete sie zusammen mit Uwe Schott die Produktionsfirma sperl + schott film GmbH und produzierte unter anderem Das letzte Stück Himmel erneut unter der Regie von Jo Baier sowie Die zweite Frau unter der Regie von Hans Steinbichler.
Gabriela Sperl ist Mitglied der Deutschen Filmakademie. Im Bereich der Nachwuchsförderung ist sie zum Beispiel in der Münchner Drehbuchwerkstatt tätig.
Sie war von 1999 bis 2016 Mitglied im Hochschulrat der HFF München, im Mai 2016 wurde sie dort zur nebenamtlichen Leiterin der Abteilung Medienwissenschaft berufen.
Gabriela Sperl lebt in München.

## Filmografie (Auswahl)
- 1993: Frankie, Jonny und die anderen (Redaktion)
- 1993: Justiz (Redaktion)
- 1995: Nur über meine Leiche (Redaktion)
- 1995: Wer Kollegen hat, braucht keine Feinde
- 1994: Dr. Schwarz und Dr. Martin – Neuland (Drehbuch, Redaktion)
- 1997: Obsession (Redaktion)
- 1998: Widows (Redaktion)
- 2000: Jahrestage (Redaktion)
- 2001: Ende der Saison (Redaktion)
- 2002: Scherbentanz (Redaktion)
- 2002: Paule und Julia (Redaktion)
- 2002: Mein letzter Film (Redaktion)
- 2001: Mein Bruder der Vampir (Koproduktion)
- 2002: Ghetto-Kids (Drehbuch)
- 2002: Der kleine Mann (Redaktion)
- 2002: Bobby (Drehbuch)
- 2002: Bibi Blocksberg (Redaktion)
- 2002: Andreas Hofer – Die Freiheit des Adlers (Redaktion)
- 2002: Hotte im Paradies (Redaktion)
- 2002: Alltag (Redaktion)
- 2003: Ein Engel und Paul (Redaktion)
- 2003: Zuckerbrot (Redaktion)
- 2003: Hierankl (Redaktion)
- 2003: Eine Liebe in Afrika (Drehbuch)
- 2003: Der alte Affe Angst (Redaktion)
- 2004: Stauffenberg (Produktion)
- 2004: Einmal so wie ich will (Drehbuch)
- 2004: Carola Stern – Doppelleben (Drehbuch)
- 2005: Marias letzte Reise (Dramaturgie)
- 2006: Nicht alle waren Mörder (Produktion)
- 2006: Helen, Fred und Ted (Drehbuch, Produzent)
- 2007: Die Flucht (Drehbuch, Produktion)
- 2008: Mogadischu (Adaption, Produktion)
- 2009: Lulu & Jimi (Produktion)
- 2008: Die zweite Frau (Produktion)
- 2009: Kinder des Sturms (Drehbuch)
- 2010: In aller Stille (Produktion)
- 2011: Das dunkle Nest (Produktion)
- 2012: Omamamia (Drehbuch, Produktion)
- 2012: Hochzeiten (Drehbuch, Produktion)
- 2012: Operation Zucker (Produktion)
- 2013: Just Married – Hochzeiten zwei (Produktion)
- 2015: Tannbach – Schicksal eines Dorfes (Drehbuch, Produktion)
- 2016: Die Täter – Heute ist nicht alle Tage (Produktion)
- 2016: Tödliche Geheimnisse (Produktion)
- 2017: Tödliche Geheimnisse – Jagd in Kapstadt (Produktion)
- 2017: Wir lieben das Leben (Drehbuch)
- 2018: Tannbach – Schicksal eines Dorfes (2. Staffel) (Produktion)
- 2018: Der Polizist und das Mädchen (Produktion)
- 2019: Preis der Freiheit (Fernseh-Dreiteiler, Drehbuch)
- 2020: Tödliche Geheimnisse – Das Versprechen (Produktion)
- 2021: Mutter kündigt (Drehbuch)
- 2022: ZERV – Zeit der Abrechnung (Produktion)
- 2024: Herrhausen – Der Herr des Geldes (Miniserie, Produktion)
- 2025: Die Nichte des Polizisten (Fernsehfilm, Produktion, Drehbuch)

## Roman
- Tatjana Gräfin Dönhoff, Gabriela Sperl: Die Flucht. Bloomsbury Verlag, Berlin 2007, ISBN 3-8270-0715-1.

## Auszeichnungen
- 2013: Hans Abich Preis beim Fernsehfilmfestival Baden-Baden
- 2015: Bayerischer Fernsehpreis mit Quirin Berg und Max Wiedemann als Produzenten des Dreiteilers Tannbach – Schicksal eines Dorfes (ZDF)
- 2016: Deutscher Regiepreis Metropolis für die Produktion der NSU-Trilogie Mitten in Deutschland: NSU für die ARD
- 2016: Auszeichnung der Deutschen Akademie für Fernsehen gemeinsam mit Max Wiedemann, Quirin Berg und Sophie von Uslar in der Kategorie Produzent für Mitten in Deutschland: NSU – (Die Trilogie)
- 2017: Grimme-Preis für das Konzept von Mitten in Deutschland: NSU (Teil 1–3)[2]
- 2017: Robert-Geisendörfer-Preis, Sonderpreis der Jury als Produzentin für die Trilogie Mitten in Deutschland: NSU
- 2022: Carl Laemmle Produzentenpreis für ihr Lebenswerk als herausragende Prodzentenpersönlichkeit[3][4]
- 2025: Bernd Burgemeister Fernsehpreis für Die Nichte des Polizisten